# Dinastía hamdánida

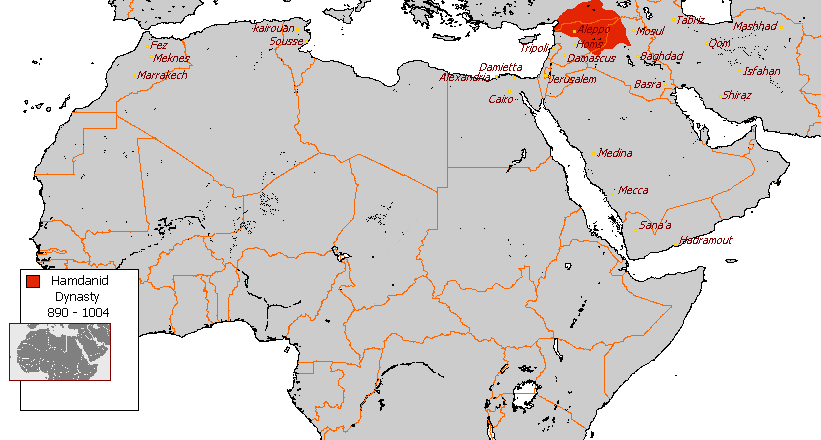
Territorios de la dinastía hamdaní

Los hamdaníes o hamdánidas son una dinastía de emires árabes que reinó en Siria y norte de Irak durante el periodo 905-1004.

## Historia
La dinastía fue fundada por antiguos oficiales abasíes en el año 905, pertenecientes a la tribu de Taglib. De tendencia chiita, fueron investidos por el califa al-Muqtafi. Se relacionaban con un antepasado, que en 868 había combatido en Mesopotamia superior a las tropas del califa al-Mutámid.
La dinastía se dividió en dos: una, establecida alrededor de Alepo, y la otra, alrededor de Mosul. El emirato de Mosul se extendía sobre la ciudad y los distritos de la orilla izquierda del Tigris. A partir de 935, también trataron de establecerse en Azerbaiyán y Armenia.

## Emirato de Mosul

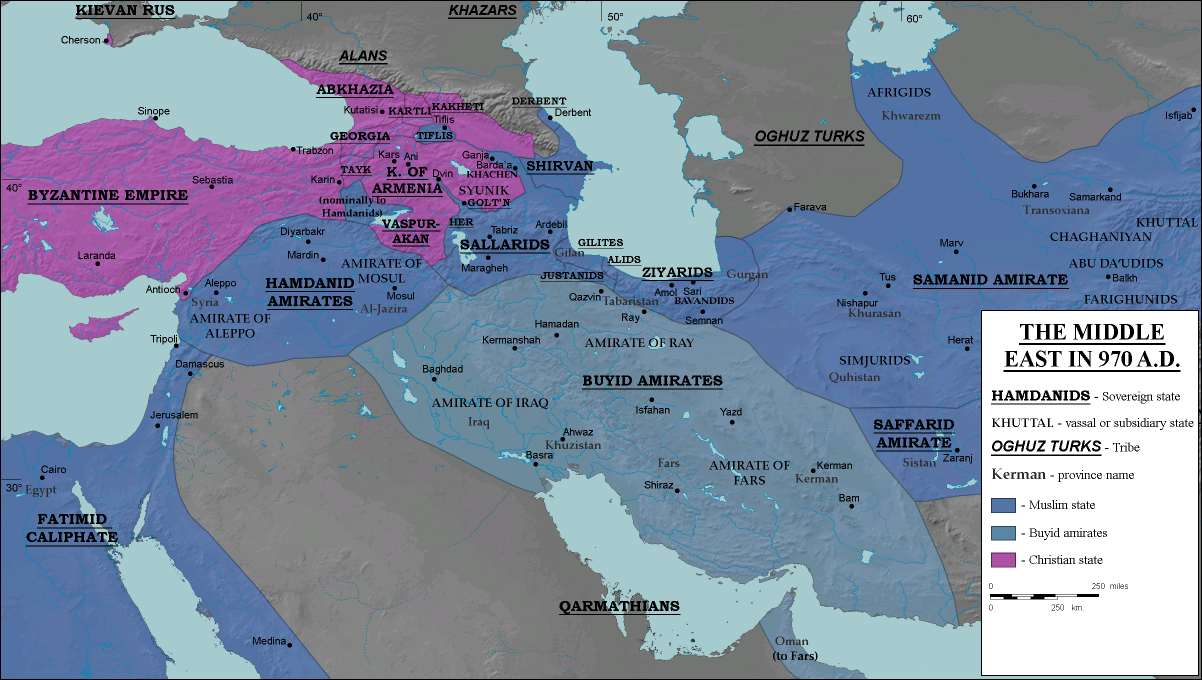
Los dominios de la dinastía Buyid resaltados entre otros estados musulmanes (azul) y estados cristianos orientales (púrpura), aproximadamente en el año 970 EC.

El más célebre miembro de esta dinastía fue Abu ul-Haiya, que fue nombrado gobernador de Mosul en 905, y de Bagdad en 914. En 929, participó en una revuelta dirigida por un eunuco llamado Mu'nis, que quería derrocar al califa al-Muqtádir, para reemplazarle por su hermano al-Qáhir. Tratando de proteger a al-Qáhir, al-Haiya resultó muerto.
Su hijo, al-Hasan, dispuso de siete años (929-936) para asentar su autoridad sobre la Alta Mesopotamia, que tenía por capital Mosul. Para obtener el título de Násir al-Dawla (defensor del Estado), hizo asesinar al gran emir Ibn Ra'iq. Su joven hermano Alí obtuvo de él el título de Sayf al-Dawla (sable del Estado), pero al mostrarse tiránico, fue desposeído por un miembro de su familia.
La vida del emirato de Mosul fue precaria, pues los hamdaníes estaban en conflicto con los buyíes, que se habían hecho dueños de Bagdad y les impusieron el pago de tributo. Además estaban amenazados por los bizantinos, que atacaron Mesopotamia en 974. También lucharon con los uqálidas y los marwánidas.
Un emir hamdánida, Tuzun, dirigió nominalmente el califato abasí, aunque sólo durante un año, antes de ser desposeído por sus oficiales. El emirato de Mosul no sobrevivió a la muerte de su jefe Abu Taglib.

## Emirato de Alepo
En cuanto al emirato de Alepo, cubría la Siria del Norte y su frontera, así como la ciudad de Diyarbakir. Teóricamente, este emirato era dependiente del de Mosul, pero de hecho, era independiente. En 1002, los hamdánidas fueron derrotados por los bizantinos, que tomaron Antioquía y Alepo. En 1004 fueron depuestos por los fatimíes.
Los dos emiratos acogieron y protegieron a numerosos poetas y filósofos, como Al-Mutanabbi y Abu Firas. Esta forma de mecenazgo intelectual contribuyó notablemente al prestigio de la dinastía.